# Vladimír Skovajsa
Vladimír Skovajsa (4. května 1929 Nové Mesto nad Váhom, Československo – 24. května 2002 Bratislava, Slovensko) byl československý plavec, několikanásobný mistr Československa a olympionik. Byl také zakladatelem dálkového a zimního plavání otužilců na Slovensku.

## Olympijské hry
V roce 1952 se účastnil letních olympijských her v Helsinkách, kde reprezentoval Československo v závodě 200 metru prsa.  Skončil v rozplavbě a se svým časem 2:53,3 obsadil 35. místo.